# آندری کاراطایف
آندری کاراطایف (متولد ۱۹۶۱) مورخ اقتصادی و جامعه‌شناس روسی است. وی به سبب مشارکت‌هایش در نظریه‌های توسعه انسانی واقتصاد رفاه شناخته شده‌است.

## تحقیق و پژوهش
آندری کاراطایف در زمینه‌های زیر تحقیق و پژوهش کرده‌است:
- مدل‌سازی ریاضی از پویایی جهانی[۱][۲]
- مدل ریاضی از تکامل اجتماعی[۳]
- مطالعات انقلاب ۲۰۱۱ مصر[۴]
- مطالعات روسیه بحران جمعیتی[۵]
- مطالعات یمن[۶]
- مطالعات آفریقایی[۳]
- ریشه‌های اسلام[۷]